# Koncentracijsko taborišče Treblinka
Treblinka je bilo nacistično uničevalno taborišče na Poljskem med drugo svetovno vojno v okviru Akcije Reinhard, odprto med julijem 1942 in novembrom 1943.

## Namen
V okviru akcije Reinhard, ki je bila namenjena uničenju vseh evropskih Judov, so začeli nacisti blizu Varšave, poljske prestolnice, graditi taborišče, namenjeno likvidaciji največjega judovskega geta v Evropi, varšavskega geta, v katerem je bilo zaprtih več kot pol milijona Judov. Že spomladi 1942 so s pomočjo judovske delovne sile začeli postavljati barake ob železniški progi Varšava - Malkinia z odcepom proti vasici Treblinka, kjer so taborišče postavili. Po zgraditvi taborišča pod nadzorom esesovca Ernsta Lercha je 21. julija 1942 prispel prvi transport, s katerim se je začelo uradno obratovanje.

## Organizacijska struktura
Taborišče so vodili esesovci, ki jih je bilo približno 40, varovali pa Ukrajinci. Prvi poveljnik je postal SS - Obersturmführer dr. Eberl, ki se je pokazal kot nesposoben vodja, zato so ga že avgusta zamenjali s SS - Hauptsturmführerjem Franzom Paulom Stanglom, ki je prispel iz Sobibora. Namestnik poveljnika je bil SS - Untersturmführer Max Bielas, po njegovem umoru pa je bil iz Belzeca v Treblinko premeščen SS - Oberscharführer Kurt Hubert Franz, ki je kmalu postal odločilna oseba v taborišču zaradi neverjetnega sadizma in okrutnosti.
Tako kot Sobibor je bila tudi Treblinka razdeljena na tri dele: delovnega (judovskega), v katerem so živeli in delali judovski jetniki, administrativnega in uničevalnega.